# 飯作あゆり
飯作 あゆり（いいさく あゆり、1981年6月20日 - ）は、日本の元新体操選手・パフォーマー・タレント・女優。千葉県出身、川口市立県陽高等学校・文京女子短期大学卒業。
タレント活動時はJ-ROCK所属だった。

## 経歴
幼少期より新体操を始め、14歳で四大陸選手権日本代表に選ばれる。高校進学後も全国大会で活躍を続け、短大進学後、シドニーオリンピック日本代表候補にまで上り詰めたといわれているが、シドニーオリンピック選考会の第27回オリンピック競技大会新体操日本代表決定競技会に名前はない。
短大卒業とともに競技から引退。パフォーマーに転じ、イベントやテレビ、舞台などで活躍していたが、2012年3月をもって芸能界を引退し、6月11日にはプロレスラーの中嶋勝彦と婚約を発表、8月11日に結婚披露宴がとり行われた。

## 現役時代の主な成績
- 1994年 全国ジュニア新体操選手権 ロープ個人6位
- 1995年
  - 四大陸新体操選手権 個人総合6位
  - 全国中学校新体操選手権 個人総合5位
  - JOCジュニアオリンピックカップ 個人総合5位
- 1996年 全日本ジュニア新体操選手権 個人総合4位
- 1997年 全国高等学校総合体育大会 団体2位
- 1998年 全国高等学校総合体育大会 団体2位

## 主な出演
- 新・出動!ミニスカポリス（10代目ポリス）
- 水着でハイビジョン
- 聖アリス学園2「水着アタックでビーチを救え!」
- Se-女!2
- マッスルミュージカル
- ワールドカップバレーボール応援団スーパーチアダンサーズ『SO-LE』
- 秘湯ロマン
- 新くノ一忍法伝 灼熱の乱舞 - 主演・葉月 役

## DVD・ビデオ
1. @smile（2003年8月27日、コム・アライアンス）
2. Ribbon（2004年2月20日、竹書房）
3. Silky Collection「Se-女!2」B（2004年10月27日、イーネット・フロンティア）

## 写真集
- Flexible（2003年10月20日、ぶんか社）
- ウルトラE（2004年10月9日、竹書房）